# Hyacinthe Dedons de Pierrefeu
Le Conseiller Hyacinthe-Henry-Emile Dedons, marquis de  Pierrefeu, est né le 27 septembre 1762 à Aix-en-Provence, paroisse du Saint-Esprit.  Il est le fils de Marc-Antoine, et de Sylvie de Raousset. Il épouse en premières noces en 1784 à Aix-en-Provence, Elisabeth Joannis (1765-1807) et en 1808 en secondes noces Sophie Benoist de La Fosse.

## Biographie
Hyacinthe Dedons de Pierrefeu, pourvu par lettres du 19 octobre 1783, conseiller au Parlement de Provence, en la charge de Pierre-Joseph Leidet de Calissane, fut reçu le 13 février 1784,. 
Interdit de gestion de ses biens par son père en 1790, à cause de sa prodigalité et de son penchant pour le théâtre, il abandonne sa famille pour suivre une actrice. Il devient directeur du théâtre des Célestins à Lyon en 1791, puis directeur de spectacle à Saint-Malo. Il meurt à Auxerre le 11 septembre 1828.